# Euproctis sericea
Euproctis sericea är en fjärilsart som beskrevs av Alfred Ernest Wileman 1910. Euproctis sericea ingår i släktet Euproctis och familjen tofsspinnare. Inga underarter finns listade i Catalogue of Life.